# 동부초등학교 (경기)
동부초등학교는 대한민국 경기도 하남시 덕풍동 역말로에 있는 공립 초등학교이다.
우리 학교는 아주 멌있는 하남 역사 박물관에 있는 학교야

## 학교 연혁
- 1933년 9월 20일 설립인가
- 1934년 4월 1일 광주군 동부공립보통학교 개교
- 1938년 4월 1일 동부공립심상소학교로 개칭
- 1941년 4월 1일 동부공립국민학교로 개칭
- 1986년 3월 10일 병설유치원 1학급 개원(현재 3학급)
- 1988년 3월 1일 배알분교장 통폐합
- 1996년 3월 1일 동부초등학교로 명칭 변경
- 2019년 1월 9일 가로등 화재사건
- 2022년 12월 30일 제86회 졸업장 수여식(누계:17,986명)
- 2023년 3월 2일 26학급 편성(특수 2학급)

==우리 초등학교가 궁금하면 우리학교로 와  
밑에 더 보기는 우리학교 주소에요. 들어와주셈  
더보기

## 학교 상징
- 교화 - 장미 : 5,6월에 피는 장미처럼 마음씨 착하고 몸가짐을 단정히 하여 예의바른 어린이가 되는 뜻이 담겨 있음
- 교목 - 은행나무 : 은행나무처럼 싱싱하고 바르고 곧게 자라며 건강하라는 뜻이 담겨 있음

## 참고 자료
- 동부초등학교 - 한국교육학술정보원 학교알리미